# Bacardi Solera
Bacardi 1873 Solera è un rum prodotto in Messico dalla Bacardi.
È un distillato invecchiato per 3 anni in botti di rovere; ha gradazione alcolica pari al 40% ed è distribuito esclusivamente in Messico e Nord America.
Dal 2012 è sempre stato premiato all'Ultimate Beverage Challenge, classificandosi nel 2012 tra i finalisti con un punteggio di 92/100.